# Scotogramma addenda
Scotogramma addenda là một loài bướm đêm trong họ Noctuidae.